# 日本新年
日本新年指的是日本以及世界各地大和族的新年，是大和族一年當中最重要的节日，又称正月（／ Shōgatsu/Shōgachi）。正月本来是農曆的一月，明治维新后改用格里历，則用于称新历的1月，截止1月31日都被稱為正月（後來改為1月31日）。農曆的正月日語則稱為，现在日本大多數地方不庆祝舊正月，僅一些農村地方以及横滨中华街等华人聚居区慶祝，另外沖繩縣及奄美諸島除如日本其他地區一樣按照西曆慶祝新年外，也同時按照舊曆慶祝旧正月。

## 簡介

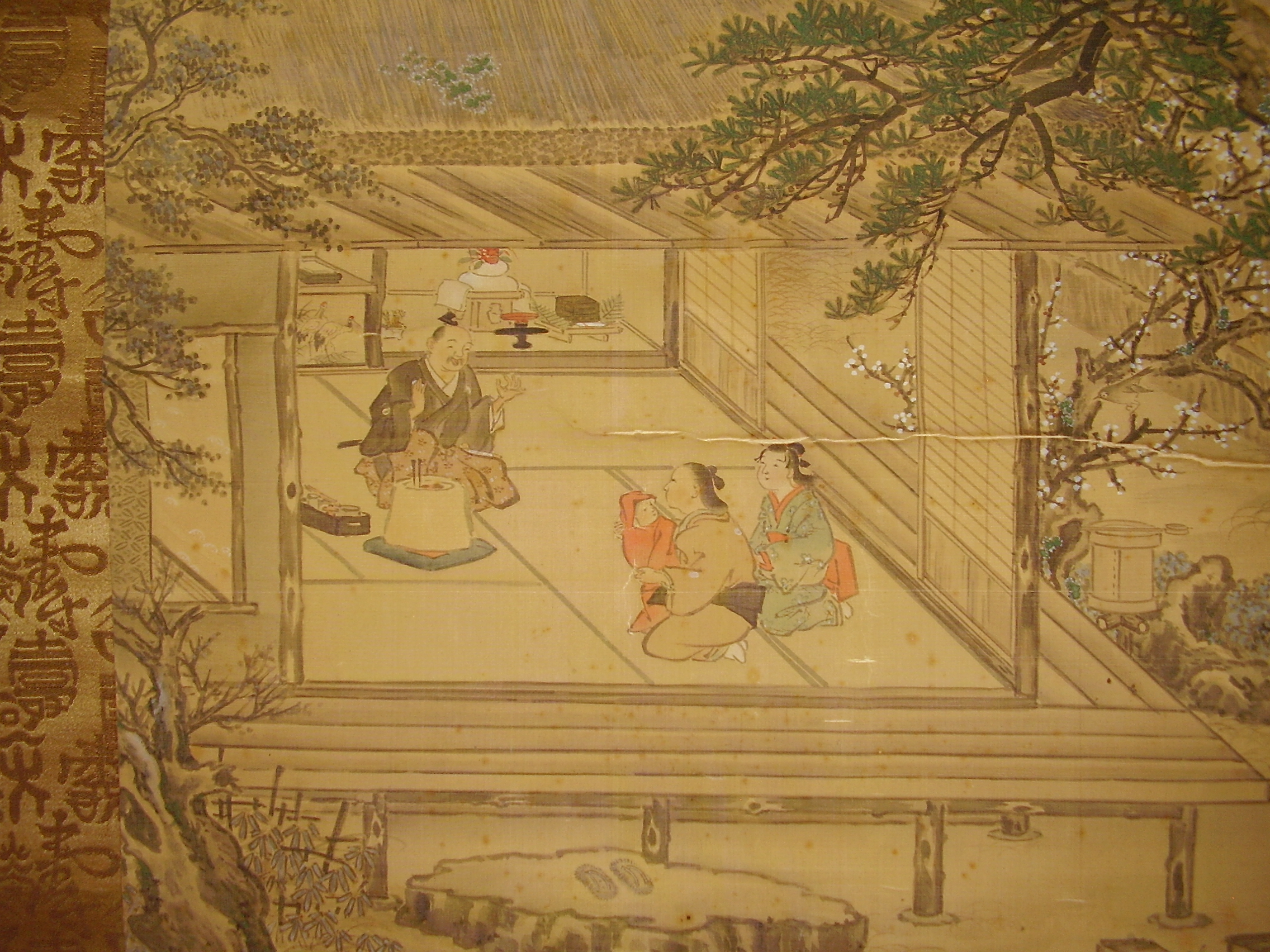
幕末至明治初期日本人在家中過年的情況

日本新年傳統上在十二月已經開始準備，最早是由十二月初八臘八節開始就準備過年事務，有些則由十二月十三開始，因此這天被称为正月事始。而新年由元日至正月十五才結束，稱為“松之內”，現在由於主要節慶活動主要集中在正月首三日），因此现在“三が日”和“松の内”多混用。自江戶時代寬文二年（1662年正月初六），江户幕府在江户城下命令人们於正月初七日之前结束賀年装饰的通知，人们照此仿效，这样的习俗便渐渐以关东为中心扩展开来，把賀年活動從正月十五結束缩短到人日就結束，而日本小正月（元宵節）的習俗左義長也被禁止。江户幕府末期的考证家喜田川守貞研究得出此举应该是为了预防火灾。此外，有些地區也有将新年截至正月二十（小填倉），把正月二十称为二十日正月或骨正月的。
相對於正月十五的“小正月”，整個新年又被称为“大正月”、“大年”，小正月也被称为“小年”或。

## 歷史
日本新年的歷史一般認為始自飛鳥時代，當時推古天皇從中國唐朝引進當時的農曆元嘉曆，並仿效唐人過節的習俗，包括新春習俗，自此日本人開始在農曆正月慶祝新年，但亦有說法指在六世紀前已經有慶祝正月的習俗。日本的新年最初是以祭祖和向歲神祈求豐收的節日，後來在宮廷和民間一直發展，現在所見的傳統習俗是江戶後期的形式。日本受中國文化影響很深，因此有些傳統與中國非常相似。
自從明治維新6年（1873年）後，天保曆停用，新年日期也被改为西曆1月1日，但庆祝習俗不變。琉球群島（沖繩縣及奄美諸島）民間則仍然習慣過舊曆新年。

## 習俗

### 歲前節俗

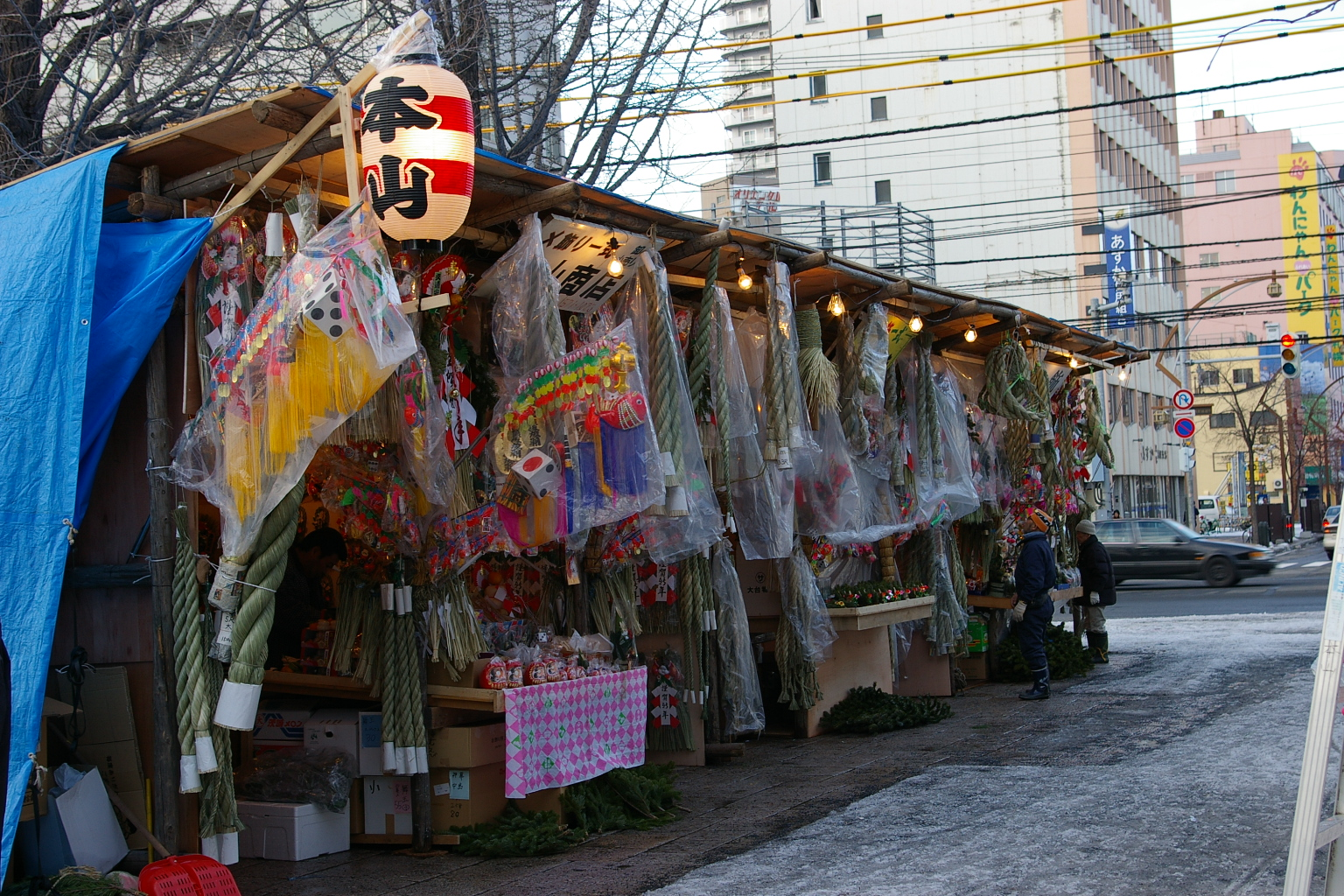
日本北海道札幌市中央区中島公園附近的年宵市場

過年前人們會去置辦年貨、大掃除、佈置家居。又會舉行忘年會，人們紛紛回家與家人團聚。

#### 辦年貨
在十二月下旬，日本各地都會有稱為「歲之市」的（歳の市）年宵市場售賣各種賀年用品。傳統上歲之市設於神社或寺廟範圍內，現代則沒有限制。

#### 忘年会
忘年会是公司或者朋友们的聚餐，是从室町时代留下来的习惯。忘年会的意思是忘掉一年的辛苦的宴会。过去人们一边喝酒一边咏和歌，现在多唱卡拉OK。每年的这个时节，街上总会有很多喝得醉醺醺，衣服搭在肩上，领带歪歪斜斜的的中年男人。

#### 大扫除
日本人的传统的大扫除也在十二月十三就開始，由打掃神龕開始，一则为了清洁家居，二则也有洗去霉气的意思。只是现在人们生活都繁忙，13日那天顶多就把神棚上的灰尘掸一下，到12月下旬放了假才真正开始大扫除。

#### 佈置年飾

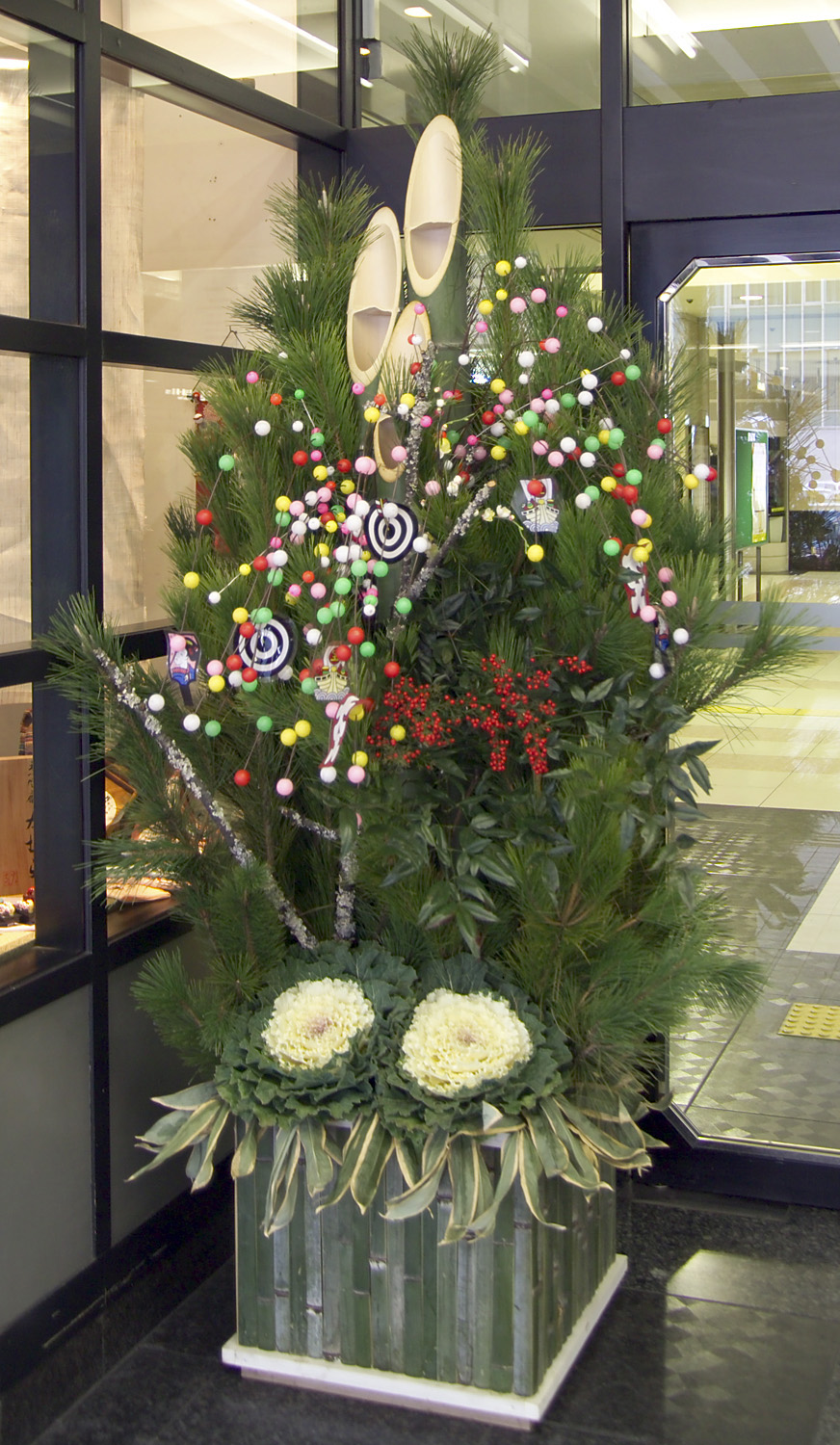
新年期間擺放的門松

清潔好家居就會佈置新春裝飾，傳統上年飾要在十二月廿九之前佈置好，這是因為日語中「九」與「苦」同音，若這天才完成佈置年飾就不吉利；若果至除夕才佈置好，則稱為「一日飾」，對神明欠缺誠意。
日本常見的年飾有門松、注連繩、破魔矢、草耙、年畫、鏡餅等。門松放置於家门口，以求让神灵降臨自家。注連繩則用以阻擋邪靈入侵。破魔矢一般掛在神龕上方，寓意破除妖魔。草耙日語稱為「熊手」，寓意抓住福氣，作用類似朝鮮半島新年的福笊篱。
年畫在日本稱為「正月繪」（正月絵），江戶時代以來的傳統年畫多是稱為摺物的木刻版畫，題材為傳統吉祥圖案如七福神、松竹梅等。

#### 年夜飯

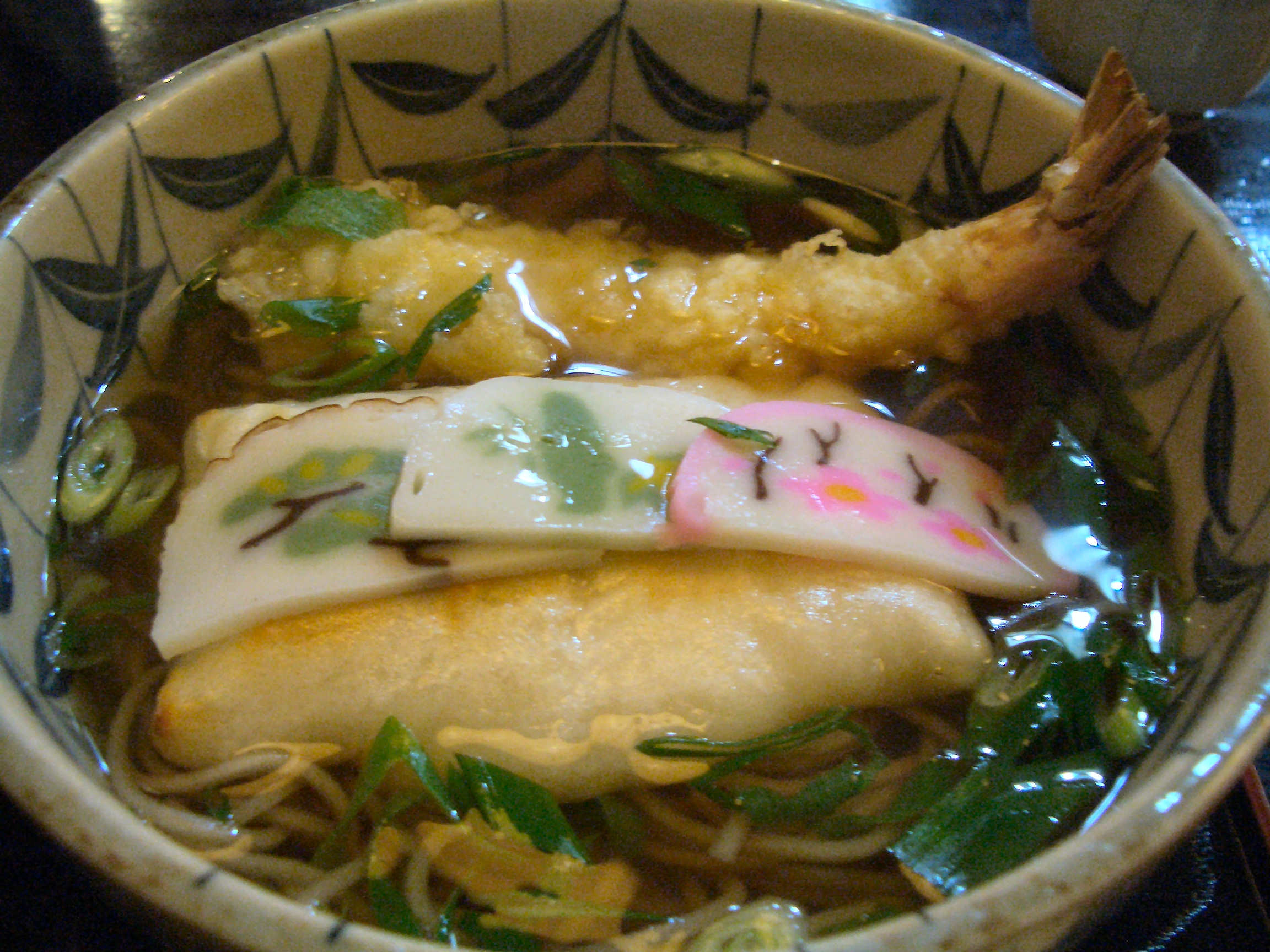
配上蒲鉾、天婦羅炸蝦的年越蕎麥

大晦日即大除夕，这一天大家在中午为止就把所有的过年的准备工作做完，当天傍晚一家人团聚着开始吃年夜飯过年。年夜飯中有雜煮，此外由江戶時代開始，年夜飯必定包括麵條，通常是蕎麥麵，稱為「年越蕎麥」，寓意長壽。

#### 除夕敲鐘
除夕子夜，全国各处的大小佛寺庙都会响起108下的钟声，稱為除夕敲鐘。在子夜时分听到这些远处同时响起的钟声。这108下钟声原来是有特别意思的：第一种说法是这108下钟声代表驱走108个魔鬼，第二种说法是这108下钟声代表了108位神佛，第三种说法是这108下钟声代表代表了一年十二个月、二十四节气、七十二候加起来的总数。无论是哪一种原因，都反映了日本人通过这108下钟声驱走霉运、祈求神佛保佑的愿望。

### 新年习俗

#### 祝贺

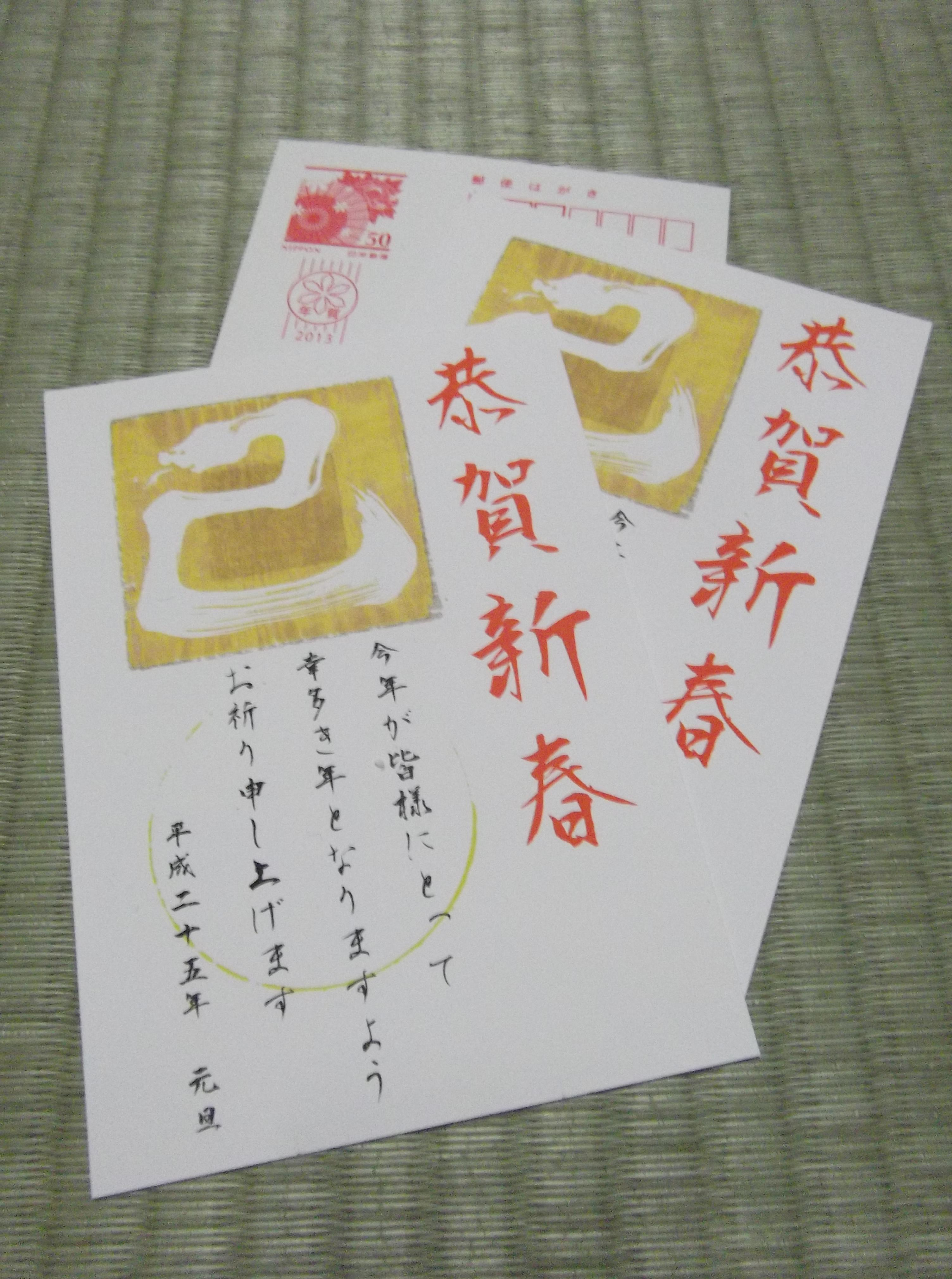
年賀状

一如漢字文化圈其他地區的新年，人們會互相祝賀，又有向親友或一年关照过自己的人送年贺状（賀年卡）的习俗原来年初都要进行名为「御年始」（お年始）的串亲访友拜年活动。1990年代末以来随着手机的普及，通过电邮，短信等进行拜年的渐渐增多。另外，在新年伊始会面的人一般会说“ Akemashite-omedetō (gozaimasu)”来相互寒暄祝賀。

#### 祭祀
人們在新年時會祭祀先祖，也有迎接年神祈求五谷丰登的活动，与夏之盆（夏の盆盂兰盆节）相对应，也有的习俗。但是，随着佛教影响的加强，祭祀活动融合了佛教的盂兰盆，成为人们供养先祖的活动。

#### 御年玉（压岁钱）
新年期間，長輩要给未成年晚輩一些壓歲钱，日语叫做「御年玉」（お年玉）。御年玉傳統上用白色的封套，近年則有不同圖案的封套。金額視乎晚輩的年齡和與自己的親疏關係而定。

#### 饮食

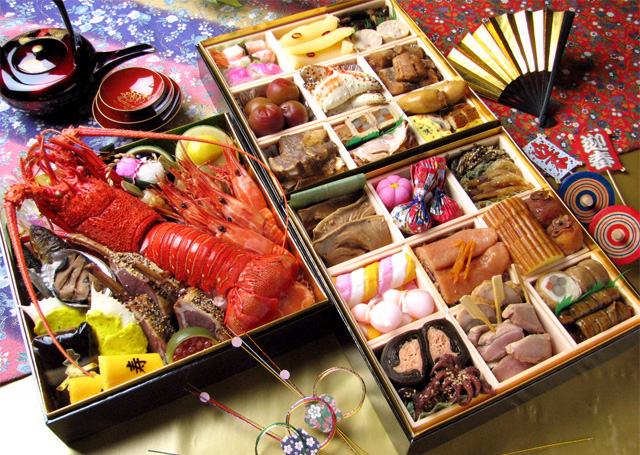
新年吃的御節料理

新年吃年糕是日本的传统，象征着坚韧与希望，日本年糕的食用方法有放在炉火上烤製，也有加進湯裡食用。杂煮则是一種放年糕的汤。在关东用清水煮。关西用白味噌煮，年糕是圆形的。吃杂煮就是把头天供给神吃的东西，撤下来加上山珍海味一起煮，表示得到了神的恩惠。
日本的年菜稱為御节料理，傳統上御节料理先用于供神，后又撤下供人们食用，意味着人们从神那里得到了食物。做御节料理的还有一个原因就是因为年神在家里，所以不便在厨房里弄出很多叮叮噹噹的嘈杂声，所以三天不开火。繁忙的家庭主妇在这几天也能得到休息。御节料理的摆法很有讲究，专用的饭盒里一共有四层,多半是些图吉利的菜色。例如，红白萝卜丝代表红白至喜。海带卷代表欢乐、愉快。黑豆代表勤劳工作。鲱鱼籽代表子孙昌盛。
新年的第一天要喝屠苏酒，一年内防病消灾的意思。屠苏是一种中药。配方内包括白术、桔梗、山椒、防风、肉桂、大黄、小豆等。喝屠苏酒起源于宫廷，后来传至民间。

### 初诣

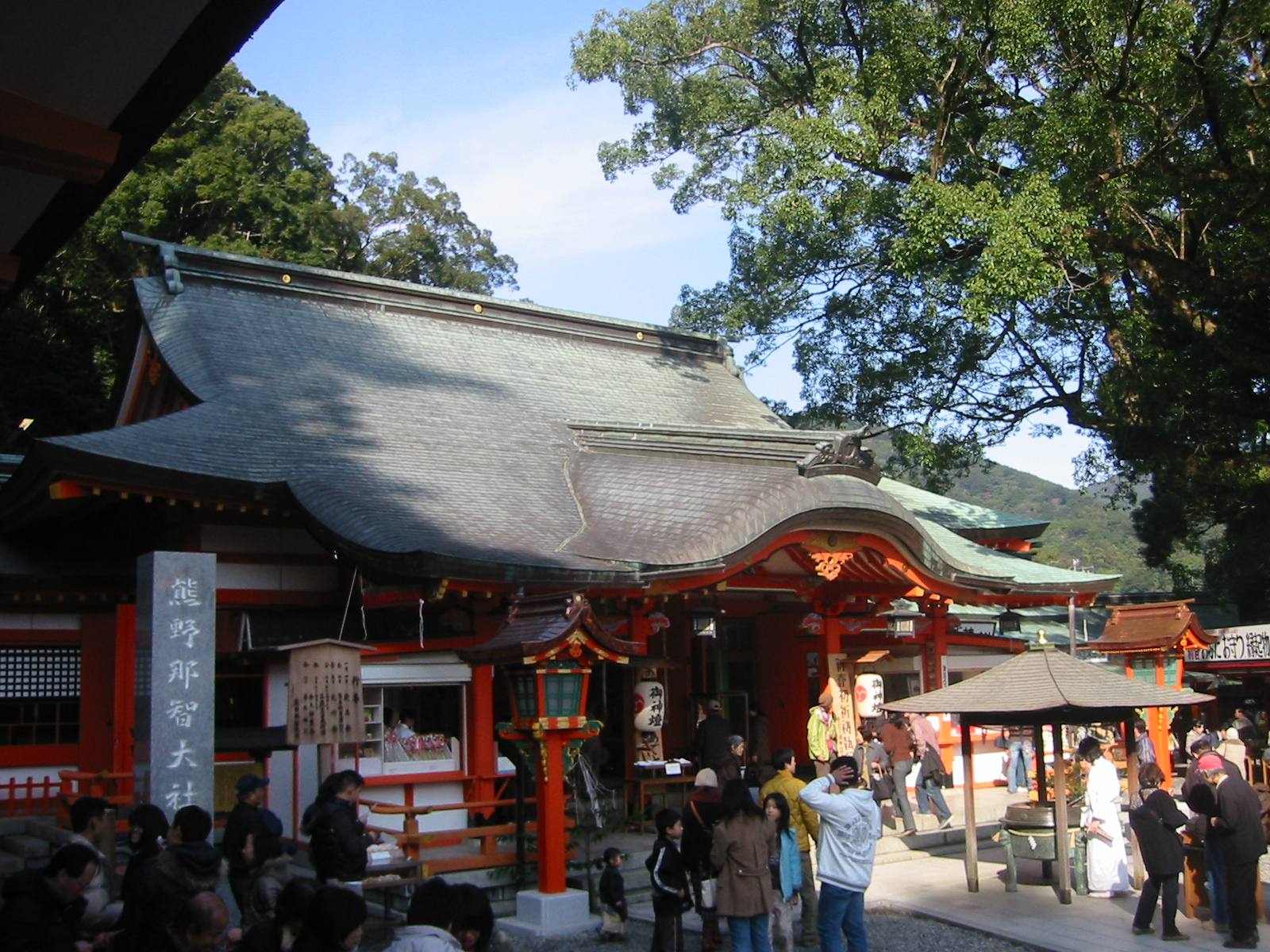
新年人們到神社參拜

新年大家一般都会去神社或者佛寺裡参拜，稱為初诣也称初参或初社。钟声过后，信徒就开始到寺庙里拜佛许多妇女去神社的时都会穿上和服，围上毛皮围巾。人们喝着热乎乎的甜米酒，在有节奏的鼓乐声中或者神官祓厄，或者亲朋好友聊天谈笑，迎接新春的到来。大部分人选择去的是神社。电视里每年都有各地的着名神社参拜情况的实况转播。不少地方的大眾運輸工具會配合提早加開班次，以因應大批初诣人潮。

### 初夢
初夢是指新年做的第一個夢，如能做一个吉祥美梦，夢到富士山與老鷹與茄子，据说会给人带来全年的好运。

#### 新年開筆
新年開筆是指新年初次寫書法，傳統上是年初二進行。這習俗最初流行於貴族階層，所寫的內容是具有吉祥意義的漢詩或對聯，後來流傳至民間則可以書寫任何寓意吉祥的字句，或簡單寫上代表新年的字詞。

#### 新年遊戲

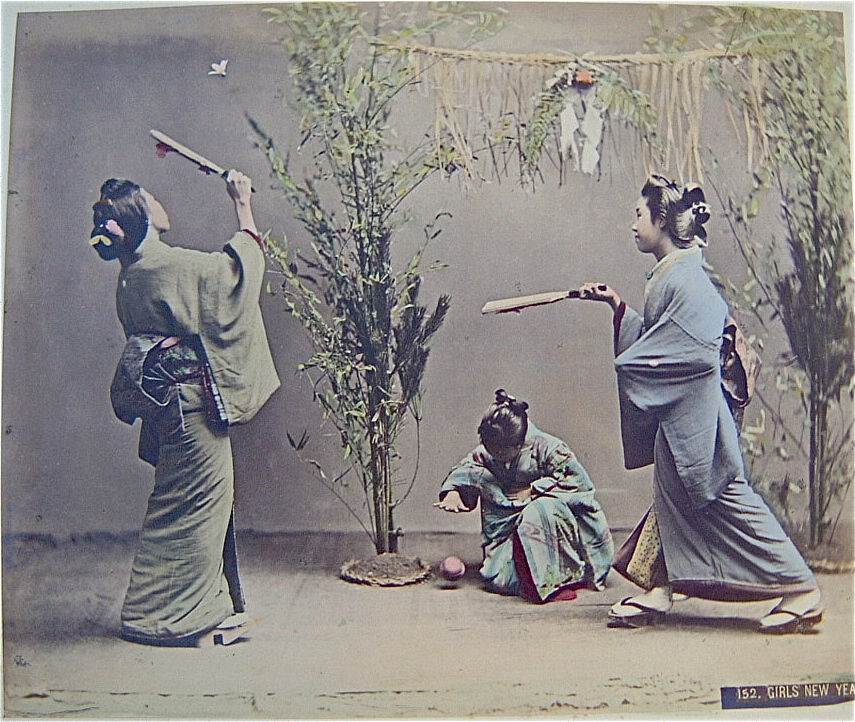
明治時代玩羽根突（兩側）和玩手鞠（中間）的少女

新年親友相聚時會玩遊戲，常見的遊戲有各種傳統棋類、歌留多、花札、福笑、陀螺、手鞠、羽根突、放風箏等。其中陀螺和風箏傳統上是男孩玩的遊戲，女孩則玩羽根突。

#### 舞獅
新年期間在全國各地皆有舞獅活動，寓意驅邪除厄。

### 人日
年初七為人日，傳統上這天是所有人類的生日，人們會吃七草粥。日本人相信喝七草粥可以在新的一年中无病息灾。最初的七草粥是由七种谷物（米、麦、粟米、黍米、稗子、芝麻、小豆）煮成的粥，镰仓时代以后慢慢地变成了现在的芹菜、荠菜、繁缕、菘菜、萝卜菜、御形、佛座等七种绿色植物。吃七草粥也有包含着盼望暖和的春天早些到来的心情。

### 鏡開與小正月
镜开原来是武士社会的风习，是祈愿延年长命的仪式。将供在神前的镜饼取下来分成一块块，意味着正月的结束和新的一年的开始。因为忌讳用切这个字，所以用了开运的开就叫镜开。傳統上是在小正月或正月二十進行，也有其他如年初七人日進行。

## 現況
現時日本除了保留一些傳統習俗外，也有一些近現代新興的習慣。

### 福袋

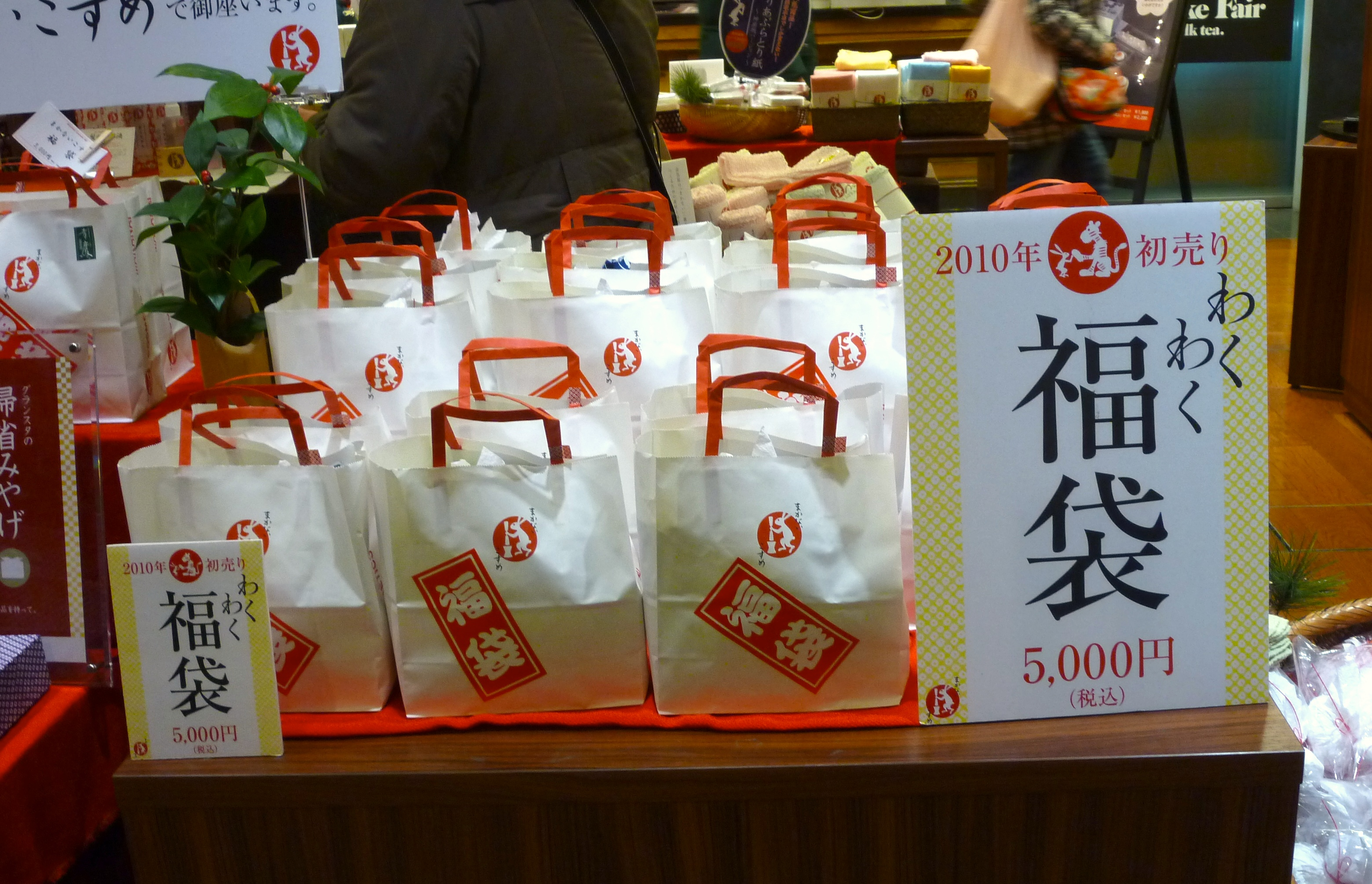
百貨公司售賣的福袋

每逢新年期间，日本各大百货公司都会推出各种福袋，价格大多数在一万到五万日圓之间。这些福袋，象征着好兆头。装在福袋里的商品，价值肯定超过福袋的价格。福袋里面是什么东西大家都不知道，但可以肯定的是里面的商品会比福袋本身的价格高，深受家庭主妇的欢迎。

### 賀年影視節目
日本的電視台會在新年期間播放賀年節目，最著名的是紅白歌合戰。
此外，各電影院也會上映一些應節的賀歲片，日語稱為「正月映畫」（正月映画）。

## 禁忌
在日本，如過去一年中遇到丧事，一般不去庆祝正月，并会寄出丧中欠礼的卡片，这时收到卡片的亲朋好友也不能向他们寄年贺状。

## 新年休假

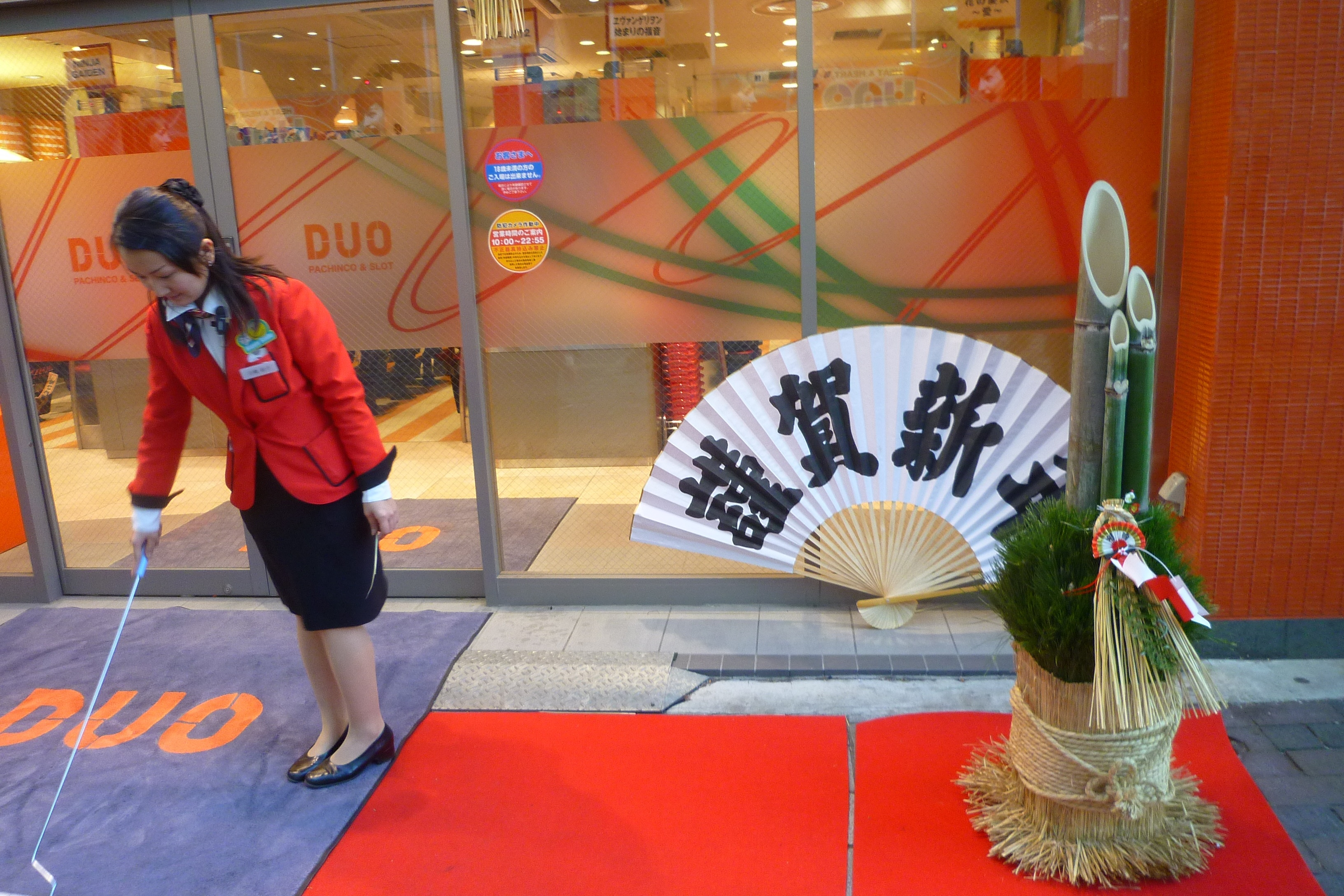
新年期間營業的弹珠机店

1月1日是公共假日。政府部门从12月29日到1月3日为假期，一般企业也多以此为标准。银行等金融机关多从12月31日到1月3日放假，所以系统维护常需要较长时间。公共交通机关于此期间一般情况下会照平日时刻表运行。
一方面，零售业私人店铺20世纪80年代前半期之前多于1月5-7日休业。直到1980年左右，百货商店和超市等大型商店甚至有在正月前三天休假的。但是，随着24小时营业便利店登场等生活样式的变化，开店时间提前，90年代以后仅1月1日休业，随后两天开始大多数商店都缩短营业的时间。大型商店等店铺另一方面多连1月1日也在营业。总之，大多数店铺在4日左右都会恢复正常营业。